# Murshidabad
Murshidabad (bengalí মুর্শিদাবাদ) és una ciutat i municipi de Bengala Occidental a la riba sud del riu Bhagirathi, tributari del Ganges. Fou la capital de la suba de Bengala sota els mogols, del 1702 al 1765 i després va restar com a seu del govern fins al 1772 quan fou traslladada a Calcuta. Dona nom al districte de Murshidabad la capital del qual és Baharampur. Al cens del 2001 figura amb 36.894 habitants. La disminució de població s'havia iniciat tot just el 1772 data en què no es coneix la població però tenia grans suburbis de potser fins a 50 km si bé la ciutat pròpia tenia uns 7 o 8 km de llarg (seguint el riu) i uns 3 km d'ample a cada costat del riu. El 1815 s'estimava la població en 165.000 animes, el 1829 un intent de cens del magistrat Hawthorn va donar 146.176; el 1837, Adam va calcular 124.804 persones; el 1872, al primer cens regular, tenia només 46.182; el 1881 tenia 39.231 habitants i el 1901 eren 15.161 (cal esmentar que el 1896 s'havia segregat la municipalitat d'Azimganj) el que mostra una continuada decadència si bé cal dir també que l'antiga ciutat tenia uns límits més grans que la moderna municipalitat creada el 1869 i delimitada el 17 de març de 1869 amb 17 pobles a la riba dreta i 160 pobles a l'esquerra del riu. Els anglesos l'anomenaven Lalbagh.

## Història
L'origen és discutit. Segons Ghulam Husayn al Riyaz-us-Salatin, fou fundada suposadament per Akbar al segle xvi amb el nom de Maksudabad, nom agafat d'un comerciant de la zona de nom Makhsus Khan, que havia escollit el lloc. L'Ain-i-Akbari esmenta a Makhsus Khan com un funcionari o noble imperial que havia servit a Bengala i Bihar a les darreres dècades segle xvi. Al mapa de Valentyn (1658-64) Moxudabath apareix com una illa formada per dues branques del Ganges. El 1696 els afganesos d'Orissa, durant la seva revolta, van derrotar les forces imperials i van saquejar Maksudabad.
El 1702 fou establerta com a capital en lloc de Dacca pel nawab governador de Bengala Kartalab Khan (que fou nomenat diwan de la suba o província de Bengala per Aurangzeb el 1701). El motiu del canvi no és clar; la majoria s'inclina per consideracions polítiques: Dacca havia perdut importància, els maghs d'Arakan i els portuguesos ja no presentaven cap perill i la riba del Bhagirathi tenia una posició més central per la direcció dels afers dels territoris de Bengala, Bihar i Orissa; a més la nova ciutat estava situada en la línia de comunicacions entre la vall del Ganges Superior i la mar, utilitzada per portar els productes de l'Índia cap als establiments europeus al riu Hugli, i dominava la ciutat de Cossimbazar, on totes les potències europees importants tenien factories; a més a més Maksudabad era considerat un lloc sa; quan el 1703 va obtenir de l'emperador el títol de Murshid Quli Jafar Khan la capital fou rebatejada del seu nom com Murshidabad (1704); s'hi va construir un palau on van residir els governadors. Murshid Quli Jafar Khan era de casta braman i un cortesà per educació, i fou un dels més hàbils administradors de l'imperi mogol en temps de pau. La pujada de Murshidabad va tenir un altre participant: el banquer jainista Manik Chand Jagat Seth, que va convertir la ciutat en el centre de la recaptació de tota Bengala, Bihar i Orissa.
El diwan de Bengala va obtenir el títol de nawab de la suba de Bengala (amb Bihar i Orissa) el 1716, i va conservar la capital. La seva nissaga es va extingir al cap de dues generacions. Ali Werdi Khan va conquerir el govern el 1740; el 1742 el territori fou envaït pels marathes enviats pels Bhonsle de Berar, que van saquejar els suburbis de Murshidabad i van obtenir un botí de 3 lakhs pagats per Jagat Seth. El 1743 van retornar els marathes amb dos exèrcits però Ali Werdi va evitar la batalla instigant al cap d'un dels exèrcits con l'altra i pagant al vencedor una quantitat de diners. Fins al 1751 va estar sotmès a la pressió maratha i afganesa, fins que el 1751 els va cedir Orissa als Bhonsle i va acceptar pagar una taxa anual de 12 lakhs.
Va morir el 1756 i el va succeir el seu fill Siraj al-Daula que el 1757 va conquerir la factoria de Cossimbazar; per aquest temps Murshidabad va evitar atacs exterior i problemes interns. Cada governant, segons el costum, va construir un nou palau; per la seva banda la família de Jagat Seth va conserva la seva posició de banquers algunes generacions. El 1757 es va lliurar la batalla de Plassey just als límits al sud de Murshidabad; en aquest moment no va semblar afectar la ciutat i l'únic efecte fou el canvi de nawab amb el nomenament de Mir Djafar que va obrir la dinastia Najafi, i que el cap comercial de la factoria de Cossimbazar va quedar sota autoritat del resident polític nomenat davant el darbar (govern) de Bengala, el qual resident es va establir a Murshidabad al lloc anomenat Motihjti (Llac de la Perla) al palau d'un nawab anterior.
Murshidabad va restar la capital de la Bengala mogol fins al 1765, quan el diwan (govern) de Bengala, Bihar i Orissa fou cedit a la Companyia Britànica de les Índies Orientals per l'emperador com a preu per la victòria anglesa a Buxar. Després va seguir com a capital sota domini britànic i el 1766 Lord Robert Clive va presidir la punya o establiment anual de les taxes i pagaments, però en aquest temps el jove nawab seguia assegut al masnad (tron) amb el governador anglès a la seva dreta, i l'administració seguia en mans d'oficials musulmans sense supervisió seriosa; Jagath Seth romania com a banquer oficial. Això va durar fins al 1772 quan Warren Hastings va traslladar la seu del govern a Calcuta així com la màxima jurisdicció civil i criminal; el 1775 els jutjats superiors que havien estat transferits foren retornats, per passar finalment altre cop a Calcuta el 1790 per orde de Lord Cornwallis. Murshidabad va restar capital del zamindar de Murshidabad (vegeu Murshidabad (nawab)). La municipalitat es va crear el 1768.
La fàbrica de moneda es va tancar el 1799. El mateix anys la capital fou transferida a Baharampur que inicialment (1765) només havia estat designada com a campament militar. Murshidabad va restar residència del nawab nazim de Bengala, descendent de Mir Djafar, que el 1882 encara conservava alguns signes de sobirania dins el seu palau i rebia una pensió de 16 lakhs per any. El nawab Mansur Ali Khan (1838-1880) va viure molts anys a la Gran Bretanya i al retornar a Bengala el 1880 va abdicar a favor del seu fill que el va succeir però sense conservar cap dret sobirà, com un noble pensionat amb títol de nawab bahadur de Murshidabad en lloc de nawab nazim de Bengala, Bihar i Orissa, sent no obstant el primer noble de la província. Vegeu Murshidabad (nawab).

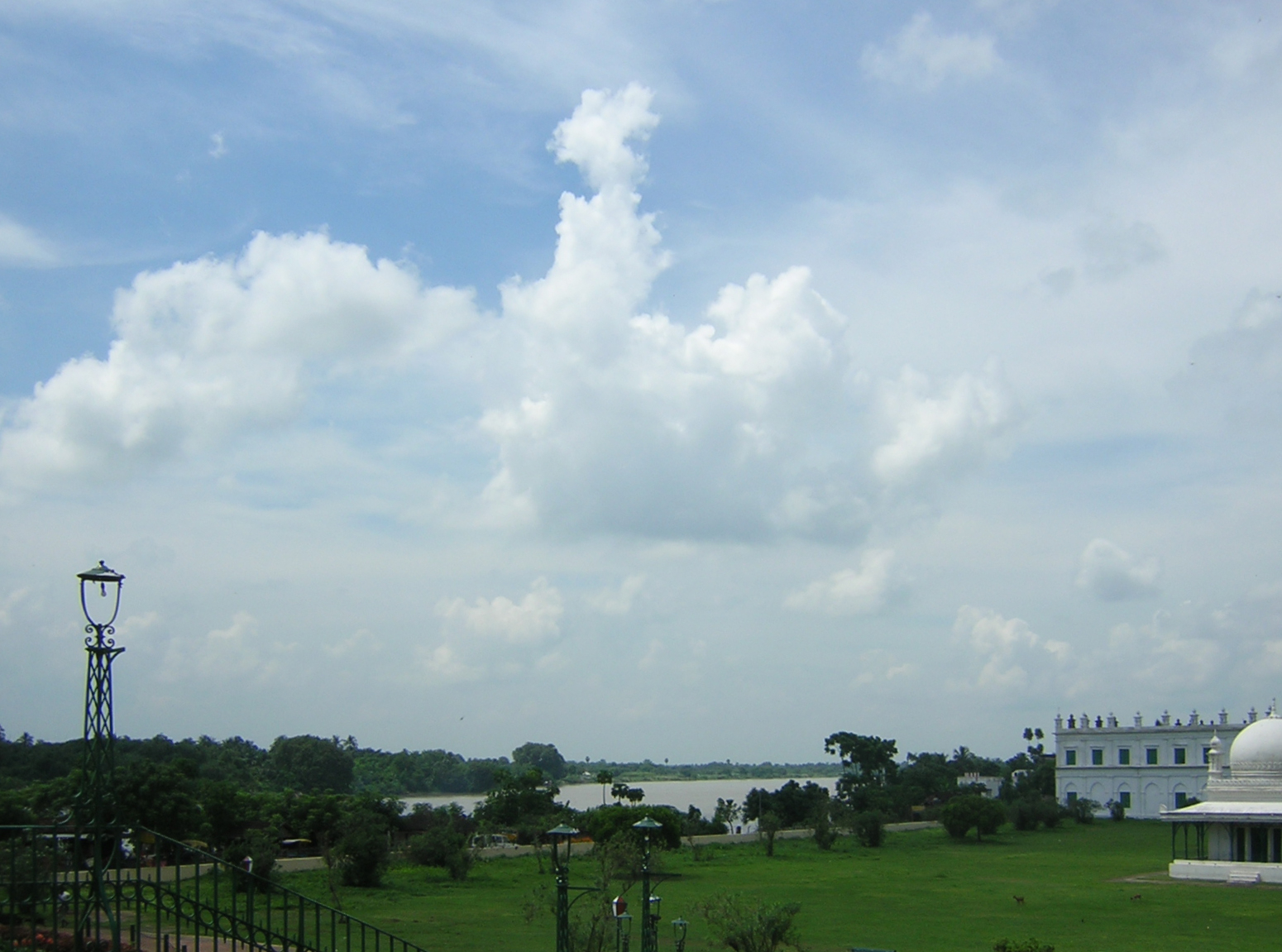
Palau i riu Hugli

## Llocs interessants
- La Nizamat Kila (la Fortalesa dels Nawabs), coneguda com a Palau d'Hazaarduari o Hazar Duari (Palau de les Mil Portes), construït per Duncan McLeod dels Enginyers de Bengala, el 1837, en estil italià.
- El Moti Jhil o Motijhil (Llac de la Perla) al sud del palau construït per Nawazish Muhammad Khan, nebot i gendre d'Ali Werdi Khan, utilitzant materials de les ruïnes de Gaur, incloent una sala de pedra (Sangi-Dalan), un harem (Mahalsarai), una mesquita i altres edificis i on va viure la seva dona Avith Ghaseti Begam; d'aquest lloc va sortir Siraj al-Daula per anar el 1756 a lluitar a Plassey. El 1758 Mir Djafar hi va construir un jardí. Lord Clive hi va residir el 1765 mentre es negociava la transferència del diwani a la Companyia i altre cop el 1766 durant la primera punya. Moti Jhil fou tanmateix la residència de Warren Hastings quan fou nomenat resident polític a la cort de Murshidabad, i de Sir John Shore en similar capacitat.
- El palau Muradbagh
- El cementiri de Khushbagh (Jardí de la Felicitat) a l'altre costat del riu enfront del Motijhil, on estan enterrats Ali Werdi Khan i Siraj al-Daula amb mausoleus notables.
- La mesquita de Katra al nord-est del Motijhil.
- Jafarganj, a 2 km del palau, antiga residència de Mir Djafar i lloc de la conferència secreta amb Watts (cap de la factoria de Cossimbazar) abans de la batalla de Plassey. Es diu que Siraj al-Daula fou assassinat en aquest lloc.
- Mubarak Manzil casa-jardí a 3 km al sud-est del palau, construït per la Companyia i utilitzat principalment entre 1765 i 1781; comprat pel nawab Humayun Jah el 1831, fou convertit en casa-jardí anomenada Lal Bangala (Bungalow vermell) amb el tron dels subadars de Bengala (construït el 1643 a Monghyr) a la terrassa (després portat a Calcuta).
- Mahimapur, a 3 km al nord, residència dels banquers Jagat Seth i seu d'una conferència tres dies després de Plassey entre Watts, Walsh, Mir Jafar i Raja Rai Durlabh, i presents també Clive, Scrafton i Meeran (29 de juny de 1757), quan Clive va rebutjar l'acord amb Umi Chand.